# استجابة الطلب

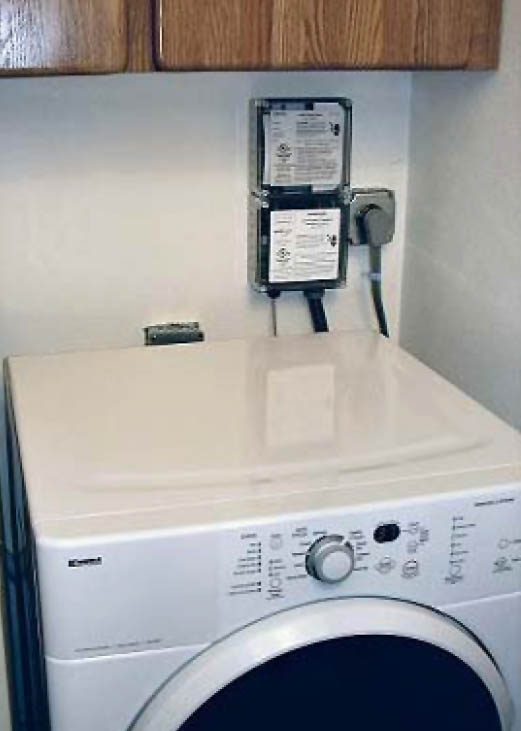
مجففة ملابس تستخدم محول الاستجابة للطلب للتخفيف من الطلب في حالات الذروة

وفقًا للهيئة الاتحادية للرقابة على الطاقة، يتم تعريف مصطلح استجابة الطلب (DR) بأنه:
"التغيرات في أنماط استخدام الكهرباء من قبل المستخدمين الفعليين بلإستجابة إما للتغيرات التي تشهدها
أسعار الكهرباء بمرور الوقت، أو للحوافز المالية التي تهدف
إلى السعي نحو التقليل من استهلاك الكهرباء في الأوقات التي ترتفع فيها
أسعار أسواق الجملة أو في الحالات التي تتعرض فيها موثوقية شبكة الطاقة للخطر." ويشمل مفهوم استجابة الطلب كافة التعديلات المتعمَدة التي يتم إجراؤها على أنماط استهلاك الكهرباء للمستهلكين الفعليين؛ حيث تهدف تلك التعديلات إلى تغيير التوقيت أو مستوى
الطلب الفوري أو إجمالي استهلاك الكهرباء.
في شبكات الكهرباء، يعد مفهوم استجابة الطلب (DR) مماثلًا لآليات الطلب الديناميكي التي تهدف إلى إدارة نظام استهلاك العملاء للكهرباء استجابةً لظروف العرض، على سبيل المثال، اتجاه العملاء نحو تقليل استهلاكهم من الكهرباء في الأوقات الحرجة أو استجابةً لأسعار السوق. ولكن يتمثل الفرق في أن آليات الاستجابة للطلب تلبي الطلبات المباشرة وتقوم بإيقاف التشغيل، في حين أن أجهزة الطلب الديناميكية تتجه إلى إيقاف التشغيل بشكل كامل عندما يتم استشعار وجود ضغط على الشبكة. كذلك، قد يتضمن مصطلح الاستجابة للطلب خفض مستوى الطاقة المستخدمة فعليًا أو من خلال البدء في عملية توليد الكهرباء في الموقع، والذي قد يكون أو لا يكون متصلًا بالتوازي مع الشبكة. ومن الواضح أن هذا المفهوم يختلف تمامًا عن مفهوم كفاءة استخدام الطاقة، والذي يعني استخدام طاقة أقل لأداء الأعمال نفسها، على نحو متواصل أو عند اكتمال العمل المطلوب أداؤه. وفي نفس الوقت، يعد نظام الاستجابة للطلب أحد مكونات الطلب على الطاقة الذكية، والذي يشمل كذلك مفهوم كفاءة استخدام الطاقة، وإدارة الطاقة في المنازل والمباني، والموارد المتجددة الموزعة، وشحن المركبات الكهربية.
ويتم تنفيذ مخططات نظام الاستجابة للطلب على صعيد العملاء التجاريين والسكنييين في النطاقات الكبيرة والصغيرة على حد سواء، ويكون ذلك غالبًا من خلال استخدام أنظمة التحكم المتخصصة لطرح الأحمال استجابةً للطلب الذي يقتضيه منفعة ما أو ظروف أسعار الأسواق. وبهذا، يتم التقليل من تشغيل الخدمات (المصابيح، الآلات، مكيفات الهواء) بناءً على مخطط تحديد أولويات التحميل المعد سلفًا خلال الأطر الزمنية الحرجة. ومن بدائل طرح الأحمال توليد الكهرباء في الموقع لسد النقص في الشبكة الكهربائية. وفي ظل ظروف إمدادات الكهرباء الضيقة، قد يعمل نظام الاستجابة للطلب على تقليل السعر الذي يتم دفعه في فترات الذروة بشكل كبير، فضلاً عن الحد، بشكل عام، من التقلبات التي تشهدها أسعار الكهرباء.
ويستخدم مصطلح الاستجابة للطلب بشكل عام في الإشارة إلى الآليات المستخدمة لتشجيع العملاء على الحد من الطلب على الكهرباء، مما يقلل فرصة الوصول إلى ذروة الطلب على الكهرباء. ونظرًا لأنه يتم تحديد نطاق عملية توليد الكهرباء وأنظمة النقل بشكل عام بحيث تتماشى مع ذروة الطلب (إلى جانب توفير مساحة احتياطية لأخطاء التنبؤ والأحداث غير المتوقعة)، فسيعمل الاتجاه نحو خفض ذروة الطلب على تقليل متطلبات المحطة الكلية وكذا التكلفة الرأسمالية. وعلى حسب نظام تهيئة كفاءة التوليد، قد يستخدم نظام الاستجابة للطلب كذلك في زيادة الطلب (الأحمال) في الأوقات التي تتميز بإنتاج عالٍ وطلب منخفض. وبالتالي، قد تُستخدم بعض الأنظمة في تشجيع الاتجاه نحو تخزين الطاقة مع تبني نموذج المراجحة بين الفترات الزمنية التي يكون فيها الطلب منخفضًا وعاليًا (أو بين الأسعار المنخفضة والعالية).
هناك ثلاثة أنواع من نظام الاستجابة للطلب - الاستجابة للطلب الطارئ، والاستجابة للطلب الاقتصادي، ونظام الاستجابة للطلب في حالة الخدمات المساعِدة. ويُستخدم نظام الاستجابة للطلب الطارئ لتجنب حالات انقطاع الخدمات الاضطرارية خلال الفترات التي تشهد نقصًا في الإمدادات. وبالنسبة لنظام الاستجابة للطلب الاقتصادي، فإنه يُستخدم بغرض السماح لمستخدمي الكهرباء في الحد من استهلاكهم لها عندما تمثل الكهرباء بالنسبة لهم قيمة أقل ليتم الدفع لها سواء في حالة تزايد الاستهلاك أو قلته. أما نظام الاستجابة للطلب في حالة الخدمات المساعِدة، فيتكون من عدد من الخدمات المتخصصة اللازمة لضمان التشغيل الآمن لشبكات نقل الكهرباء، والتي عادةً ما تقوم المولدات بتوفيرها.

## تطبيق الشبكة الذكية
تعمل تطبيقات الشبكة الذكية على تحسين القدرة على التواصل بين منتجي ومستهلكي الكهرباء، ومن ثَم اتخاذ القرارات المتعلقة بآلية وزمان إنتاج واستهلاك وحدات كيلو وات/الساعة. وستتيح هذه التقنية الناشئة للمستهلكين إمكانية التغيير من نظام الاستجابة للطلب القائم على الأحداث عندما تستدعي الحاجة إلى طرح الأحمال، والاتجاه نحو استخدام نظام الاستجابة للطلب المتوفر دائمًا دون توقف؛ حيث يكون المستهلكون مدفوعين بحافز للتحكم في نسبة الأحمال التي يتم استهلاكها في أي وقت. وعلى الرغم من أن هذا الحوار المتأرجح ذهابًا وإيابًا يزيد من فرص تبني نظام الاستجابة للطلب، غير أن المستهلكين لا يزالون متأثرين إلى حد كبير بالحوافز الاقتصادية ويحجمون عن تخليهم عن التحكم الكامل في أصولهم لصالح شركات المنافع العامة.